# Charles Bradley Huff
Charles Bradley Huff (Fair Grove, 5 de febrero de 1979) es un deportista estadounidense que compitió en ciclismo en las modalidades de pista y ruta. Ganó una medalla de bronce en el Campeonato Mundial de Ciclismo en Pista de 2007, en la prueba de ómnium.

## Medallero internacional
| Campeonato Mundial | Campeonato Mundial         | Campeonato Mundial | Campeonato Mundial |
| Año                | Lugar                      | Medalla            | Competición        |
| ------------------ | -------------------------- | ------------------ | ------------------ |
| 2007               | Palma de Mallorca (España) | Medalla de bronce  | Ómnium             |

## Palmarés
2006
- 1 etapa del Tour de Normandía

2008
- 2 etapas del Tour de Hainan

2010
- 1 etapa del Tour de Hainan

2016
- 1 etapa del Tour de Guadalupe